# Букуми-Нкурунзиза, Дениз
Дениз Букуми-Нкурунзиза (рунди и фр. Denise Bucumi Nkurunziza; 1 декабря 1969, Мвумба, провинция Нгози, Бурунди — бурундийский политический и религиозный деятель, пресвитер. Супруга президента Пьера Нкурунзиза. Первая леди Бурунди (2005—2020). Единственная женщина-священнослужитель, которая была первой леди любой африканской страны.

## Биография
В 1994 году вышла замуж за Пьера Нкурунзиза, незадолго до того, как он был вынужден скрываться в начале Бурундийской гражданской войны. Позже он стал членом повстанческой группировки хуту и лидером партии «Национальный совет обороны демократии — Силы обороны демократии». Д. Букуми-Нкурунзиза воссоединилась со своим мужем после нескольких лет разлуки. Член партии «Национальный совет обороны демократии — Силы обороны демократии».
Будучи, как её супруг, евангельскими христианами стала пресвитером, занималась религиозной деятельностью, участвовала благотворительностью в рамках своего фонда Buntu в качестве первой леди. Занималась поддержкой больниц и программы по удовлетворению различных потребностей медицины, защитой окружающей среды, содействием охране здоровья матери и ребёнка посредством планирования семьи и определения интервалов между родами в партнерстве с Фондом ООН в области народонаселения в Бурунди.
Написала автобиографию The Power of Hope: The First Lady of Burundi. My Story (Paris: L’Harmattan, 2013).
У пары было шестеро детей.
8 июня 20020 г. её муж Пьер Нкурунзиза внезапно скончался, как сообщалось, в результате сердечного приступа. По другим данным, президент умер из-за заболевания коронавирусом, с которым была госпитализирована и Дениз Букуми-Нкурунзиза. 28 мая 2020 года её доставили самолётом в Найроби, Кения для лечения от COVID-19.